# Klosterbergestraße 19

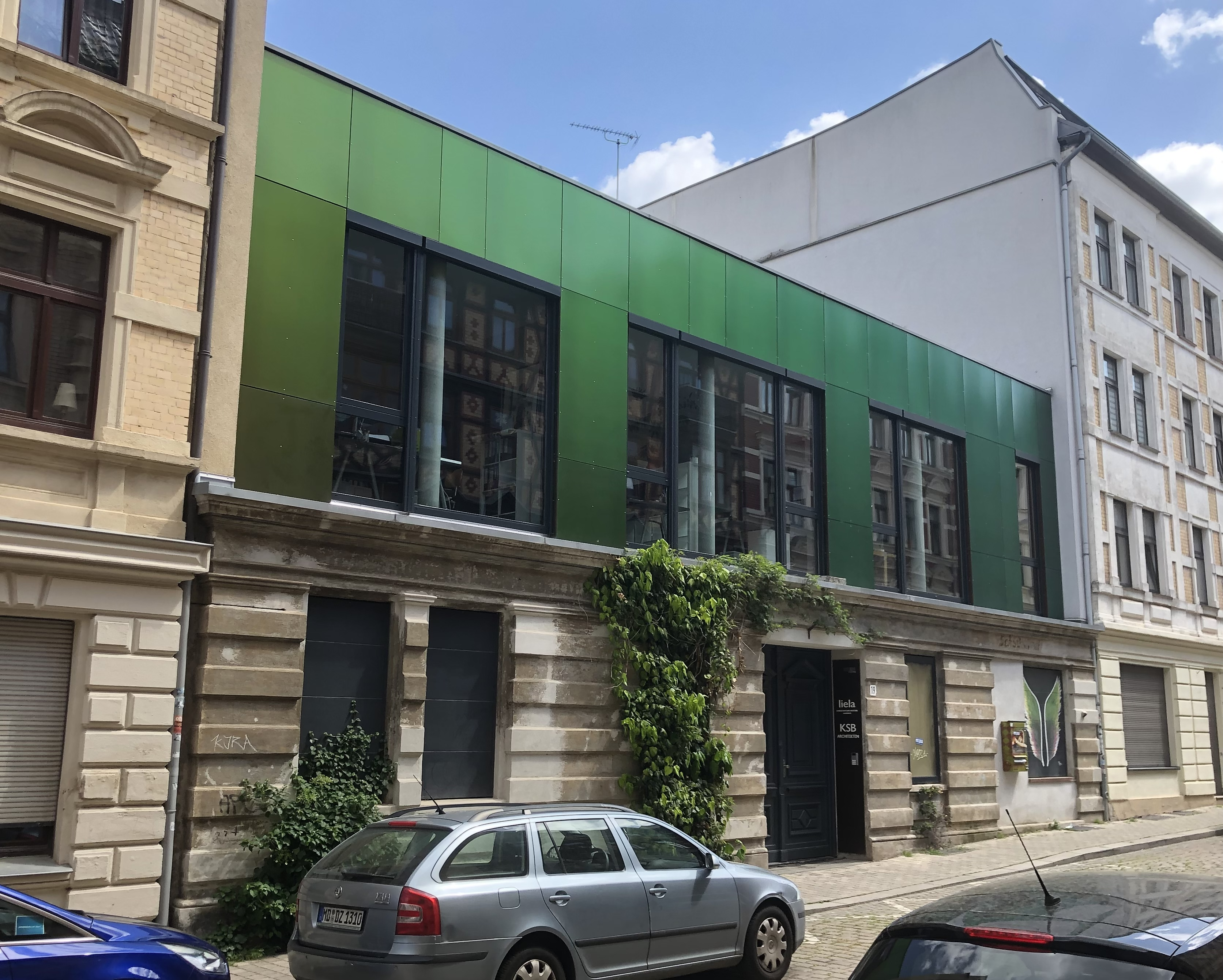
Klosterbergestraße 19 im Jahr 2021

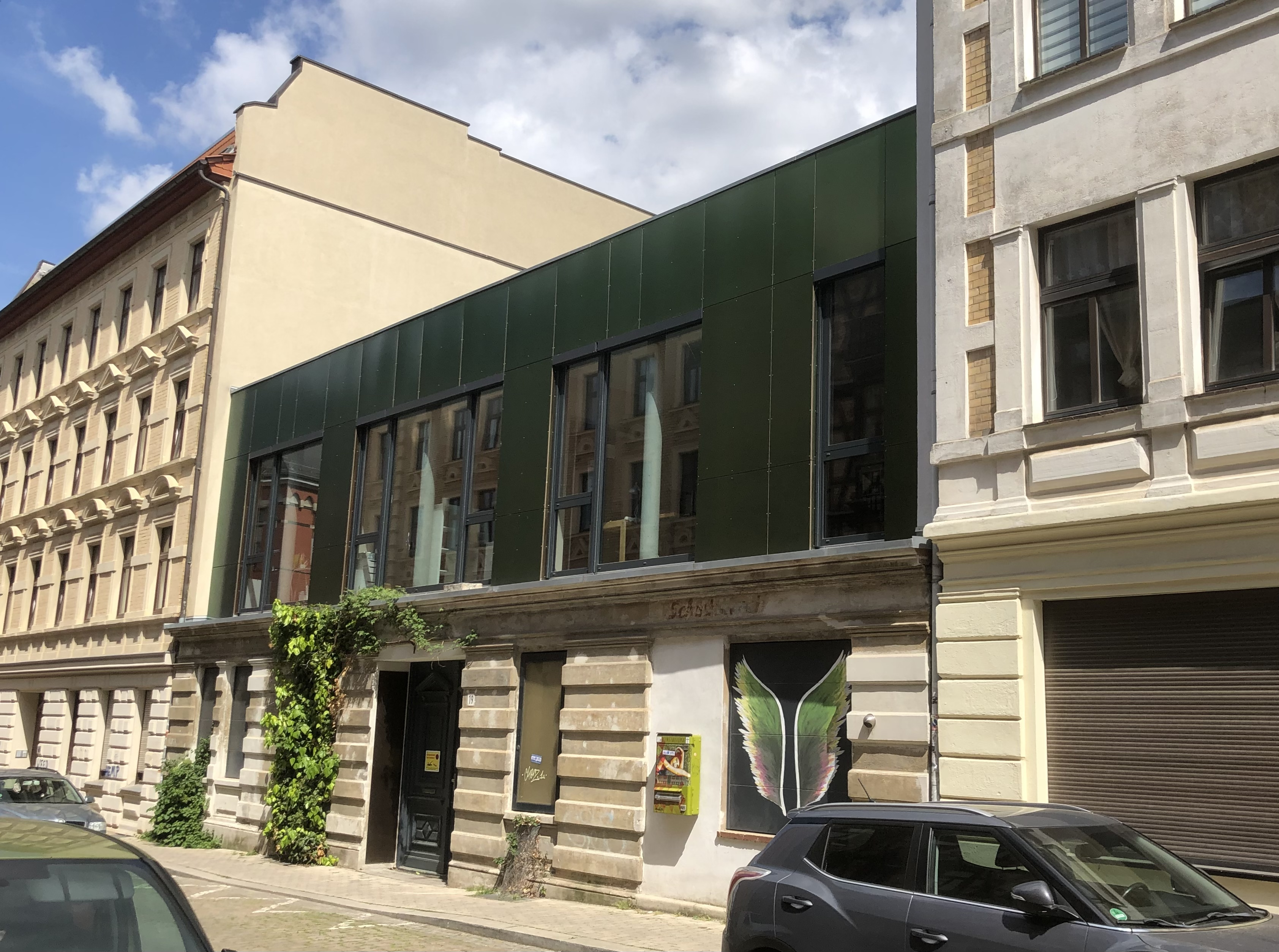
Blick von Süden

Das Haus Klosterbergestraße 19 ist ein ehemals denkmalgeschütztes Wohnhaus in Magdeburg in Sachsen-Anhalt.

## Lage
Das Gebäude steht an der Ostseite der Klosterbergestraße im Magdeburger Stadtteil Buckau. Nördlich grenzt das denkmalgeschützte Haus Klosterbergestraße 17 an. Das Grundstück gehört auch weiterhin zum Denkmalbereich Klosterbergestraße 13, 16-28, 30.

## Architektur und Geschichte
Das Haus entstand als viergeschossiger Bau im Jahr 1891 im Stil der Neorenaissance. Gebaut wurde es vom Bauunternehmer Laskowski, der auch den Entwurf gefertigt hatte. Im Erdgeschoss befanden sich Läden, die Fassade erhielt dort eine Rustizierung. Die äußeren Fensterachsen wurden mittels einer Diamanteckquaderung in Form von Seitenrisaliten hervorgehoben. Die Fassade war insgesamt repräsentativ gegliedert. Ursprünglich bestand ein, für die Erscheinung des Gebäudes, wichtiges Traufgesims.
Noch Anfang des 21. Jahrhunderts war die Fassade weitgehend unverändert erhalten, das Traufgesims fehlte jedoch bereits. Das Gebäude stand jedoch leer und war sanierungsbedürftig. Es erfolgte dann ein Abriss der oberen Geschosse. Weitgehend original blieb nur das Erdgeschoss erhalten, das erste Obergeschoss wurde in einer modernen Architektursprache neu gestaltet.
Im örtlichen Denkmalverzeichnis war das Wohnhaus unter der Erfassungsnummer 094 17840 als Baudenkmal verzeichnet, wurde jedoch bereits 2015 als gelöscht geführt. Zum Denkmalbereich der Klosterbergestraße gehört es jedoch weiterhin.
Das Haus galt als Teil des geschlossen erhaltenen gründerzeitlichen Straßenzuges als städtebaulich bedeutend und war ein Zeugnis eines Mietshauses mit einfachem Standard aus der Bauzeit.